# Dũng tuyền
Dũng tuyền là huyệt vị nằm ở gan bàn chân của con người. Nó nằm trên kinh Thận.

## Nhận biết
Huyệt Dũng tuyền nằm trên gan bàn chân. Lấy khoảng cách từ ngón chân thứ 2 (tạm gọi là ngón chân trỏ) tới gót chân chia làm 5 phần, thì huyệt Dũng tuyền chính là điểm lõm nằm cách ngón chân trỏ 2/5 khoảng cách đó (tức là cách gót 3/5).

## Ý nghĩa
Huyệt Dũng tuyền nằm trên kinh Thận (Túc Thiếu Âm Thận Kinh), có tác dụng chữa một số chứng chóng mặt, suy nhược thần kinh.
Dũng tuyền cũng là huyệt rất quan trọng trong dưỡng sinh. Cùng với Hội âm nhiều khi Dũng tuyền sẽ được lấy làm của ngõ của cơ thể với sinh khí của mặt đất. Nhiều khi ngồi kiết già thì nó lại là cửa ngõ của cơ thể con người với trời.
Dũng tuyền cũng là một trong 36 tử huyệt. Trong thuật điểm huyệt cơ thể theo giờ thì Dũng tuyền ứng với giờ Hợi.